# 八神純子 トップ ヒット12
『八神純子 トップ ヒット12』（やがみじゅんこ トップ ヒット12）は、1981年5月に発売された八神純子のベスト・アルバム。八神としては1980年の『JUNKO THE BEST』に続く2枚目のベスト・アルバムとなる。カセットテープのみでの発売。

## 解説
『JUNKO THE BEST』はベスト・アルバムと銘打ちながら新録音の楽曲が多数収録されていたが、本作はプロデビューシングル『思い出は美しすぎて』からの『I'm A Woman』まで、1978年1月から1981年3月までのシングル全9枚のA面曲を網羅している。その他にシングルB面曲も3曲収めて全12曲を収録する。ただし曲順は年代順ではなく、発売当時の最新シングル『I'm A Woman』をトップに置くなど編集されている。
八神の場合は、シングル曲はB面曲も含めてオリジナルアルバムに収録されないことがままあり、「想い出のスクリーン」「パープルタウン 〜You Oughta Know By Now〜」「Mr.ブルー 〜私の地球〜」といった大ヒット曲でもオリジナルアルバムには未収録であるが、このうち『JUNKO THE BEST』発売後にシングルリリースされた「Mr.ブルー 〜私の地球〜」が本アルバムに収録された。
フォーマットはカセットテープのみで、LPは発売されなかった。その後も再発売やCD化はされていない。カセットテープはレコードプレスに比べ低コストで製作できるため、1980年代前半まではジャンルを問わず、廉価盤としてカセットテープのみのベスト・アルバムが広く販売されていた。

## 収録曲
収録曲の出典：Discogs
A面
1. I'm A Woman
2. 夏の日の恋
シングル『Mr.ブルー 〜私の地球〜』B面曲。
3. 想い出のスクリーン
4. みずいろの雨
5. 甘い生活
6. 雨の休日
シングル『想い出のスクリーン』B面曲。

B面
1. Mr.ブルー 〜私の地球〜
2. ポーラー・スター
3. エンドレス・サマー (Endless Summer)
シングル『思い出は美しすぎて』B面曲。
4. さよならの言葉
5. 思い出は美しすぎて
6. パープルタウン
シングルリリース当初は英語サブタイトルがなかったため、曲名は「パープルタウン」とサブタイトルなしの表記となっている。タイトル表記変更の事情については、同曲の解説を参照。